# Congleton
Congleton este un oraș și un district nemetropolitan în Regatul Unit, în comitatul Cheshire, regiunea North West, Anglia. Districtul are o populație de 92,400 locuitori, din care 22.763 locuiesc în orașul propriu zis Congleton.

## Orașe din cadrul districtului
- Alsager
- Congleton
- Middlewich
- Sandbach